# Katia Trusich
Katia Trusich Ortíz (Santiago, 5 de octubre de 1971) es una abogada y directora de empresas chilena. Durante el segundo gobierno de Michelle Bachelet se desempeñó como subsecretaria de Economía y EMT, desde 2014 hasta 2016.

## Familia y estudios
Su madre es uruguaya, quien se separó muy joven de su esposo y se fue a vivir junto a Katia y los abuelos maternos a Montevideo, Su padre era un abogado español que había estado detenido durante la guerra civil española por ser dirigente socialista.
Estuvo casada con Jaime Solari Saavedra, hermano de Ricardo Solari, con el tuvo una hija, Emilia. Se divorció y luego se volvió a casar en 2005, con el exdiputado Felipe Harboe, con quien tuvo dos hijos; Diego y Ángela.
Es abogada de la Universidad de Chile y magíster en finanzas, gestión, estrategia e innovación de la Universidad Adolfo Ibáñez (UAI), cuenta además, con estudios de doctorado en suficiencia investigadora en medio ambiente de la Universidad de Salamanca, España.

## Trayectoria profesional
Se ha desempeñado en diversas instituciones públicas y privadas, tales como el Ministerio de Economía de Chile, el programa Innova-Chile de la Corporación de Fomento de la Producción (Corfo), Carey y Cía, la gerencia general de Pesquera Yelcho S.A. y de Sanofi-Genzyme para Chile, Perú y Ecuador, una industrial farmacéutica. Fue también, vicepresidenta de la Cámara de la Innovación Farmacéutica. Ha sido presidenta de los siguientes organismos: Instituto Nacional de Normalización, Programa Estratégico de Tecnología y Servicios en Salud, Consejo Nacional de Responsabilidad Social para el Desarrollo Sostenible, Consejo de la Economía Social, Consejo NIC Chile; Fundación para la Innovación Agraria, Consejo de Producción Limpia (s).
Entre el 11 de marzo de 2014 y el 4 de enero de 2016, ejerció como subsecretaria de Economía y Empresas de Menor Tamaño, designada por la presidenta Michelle Bachelet, previamente había ejercido como jefa de gabinete del ministro de Economía.
Está certificada para la dirección de empresas por el Instituto de Directores de Londres.
Actualmente, es presidenta del directorio de la Cámara de Centros Comerciales (CCC), directora de (AMCHAM), miembro de círculos del Instituto Chileno de Administración Racional de Empresas (Icare), directora de la Cámara de Comercio Chileno-Británica y directora de Cementos Bio-Bio, del Consejo Asesor de la Compañía General de Electricidad (CGE) y de la Fundación Coopeuch, institución dedicada a las finanzas.
En junio de 2018, se integró al programa "Acuerdo Nacional de Desarrollo Integral", creado por el presidente Sebastián Piñera.